# Agrapha ahenea
Agrapha ahenea là một loài bướm đêm trong họ Noctuidae.